# Прокопек, Люк
Кеннет Люк Прокопек (англ. Kenneth Luke Prokopec; 23 февраля 1978, Блэквуд) — австралийский бейсболист, играл на позиции питчера. Выступал в составе клубов Главной лиги бейсбола «Лос-Анджелес Доджерс» и «Торонто Блю Джейс».

## Биография
Люк Прокопек родился 23 февраля 1978 года в Блэквуде, одном из пригородов Аделаиды. В 1994 году в возрасте шестнадцати лет он подписал контракт с клубом «Лос-Анджелес Доджерс». Первые три сезона в профессиональном бейсболе он провёл на позиции аутфилдера. Играть питчером Прокопек начал в 1997 году в составе команды A-лиги «Саванна Сэнд Натс». В 1999 году он занимал шестое место в рейтинге лучших молодых игроков фарм-системы «Доджерс». Прорывным для его карьеры стал сезон 2000 года, в котором он в играх за «Сан-Антонио Мишнс» одержал семь побед при трёх поражениях с пропускаемостью 2,45. В августе тренерский штаб «Доджерс» вызвал его в основной состав, из-за чего Прокопек не смог сыграть за сборную Австралии на Олимпийских играх в Сиднее.
В Главной лиге бейсбола он дебютировал 4 сентября 2000 года и до конца регулярного сезона провёл пять игр с показателем пропускаемости 3,00. Сезон 2021 года Прокопек начал в стартовой ротации «Доджерс», в концовке чемпионата его перевели в буллпен. В единственном полном сезоне в карьере на высшем уровне он принял участие в 29 матчах, одержав восемь побед при семи поражениях с пропускаемостью 4,88. В межсезонье «Доджерс» обменяли его в «Торонто Блю Джейс».
За «Торонто» в 2002 году Прокопек сыграл 22 матча, в том числе 12 в роли стартового питчера. Он одержал две победы при девяти поражениях, показатель ERA составил 6,78. Сезон для него завершился досрочно из-за разрыва вращательной манжеты плеча. Последствия травмы вынудили его досрочно закончить карьеру.
Завершив выступления, Прокопек вернулся в Австралию, где работал бейсбольным тренером.